# Emuruangogolak
Emuruangogolak és un volcà escut actiu situat entre la Gregory Rift (la branca oriental del sistema de fractures de la Gran Vall del Rift), a Kenya.
En el seu cim compta amb una caldera de 3,5 x 5,0 km. L'última erupció coneguda va ser un flux de traquita que es va produir en 1910. Hi ha respiradors de vapor i activitat fumaròlica continua des de les fissures dins de la caldera i al llarg dels flancs del volcà. Hi ha diversos llacs maar al costat del volcà.
El cim del volcà es troba a 1.328 m d'altitud i es calcula que es va formar fa uns 38.000 anys.